# 青柳町 (名古屋市)
青柳町（あおやぎちょう）は、愛知県名古屋市千種区の地名。青柳町5丁目から青柳町7丁目。住居表示未実施。

## 地理
名古屋市千種区南端部に位置する。東は春岡通、西は小松町、南は昭和区小坂町、北は今池南に接する。北から順に5丁目～7丁目がある。

## 歴史

### 沿革
- 1935年（昭和10年）11月5日[1] - 東区千種町の一部により東区青柳町として成立する[3]。
- 1937年（昭和12年）10月1日[1] - 千種区成立により、同区青柳町となる[3]。
- 1945年（昭和20年） - 法応寺が当地に移転[4]。
- 1984年（昭和59年）5月5日[5] - 住居表示実施に伴い、一部が今池五丁目・今池南に編入される[3]。

## 世帯数と人口
2019年（平成31年）1月1日現在の世帯数と人口は以下の通りである。
| 町丁   | 世帯数  | 人口  |
| ------ | ------- | ----- |
| 青柳町 | 490世帯 | 870人 |

### 人口の変遷
国勢調査による人口の推移
| 1950年（昭和25年） | 2,196人 | [ 6 ]      |  |
| 1955年（昭和30年） | 2,732人 | [ 6 ]      |  |
| 1960年（昭和35年） | 3,587人 | [ 7 ]      |  |
| 1965年（昭和40年） | 3,227人 | [ 7 ]      |  |
| 1970年（昭和45年） | 3,064人 | [ 8 ]      |  |
| 1975年（昭和50年） | 2,785人 | [ 8 ]      |  |
| 1980年（昭和55年） | 1,369人 | [ 9 ]      |  |
| 1985年（昭和60年） | 1,106人 | [ 9 ]      |  |
| 1990年（平成2年）  | 942人   | [ 10 ]     |  |
| 1995年（平成7年）  | 886人   | [ 11 ]     |  |
| 2000年（平成12年） | 875人   | [ WEB 7 ]  |  |
| 2005年（平成17年） | 881人   | [ WEB 8 ]  |  |
| 2010年（平成22年） | 824人   | [ WEB 9 ]  |  |
| 2015年（平成27年） | 871人   | [ WEB 10 ] |  |

### 世帯数の変遷
国勢調査による世帯数の推移。
| 1995年（平成7年）  | 387世帯 |  |  |
| 2000年（平成12年） | 407世帯 |  |  |
| 2005年（平成17年） | 434世帯 |  |  |
| 2010年（平成22年） | 421世帯 |  |  |
| 2015年（平成27年） | 466世帯 |  |  |

## 学区
市立小・中学校に通う場合、学校等は以下の通りとなる。また、公立高等学校に通う場合の学区は以下の通りとなる。
| 丁目        | 番・番地等 | 小学校               | 中学校               | 高等学校 |
| ----------- | ---------- | -------------------- | -------------------- | -------- |
| 青柳町5丁目 | 全域       | 名古屋市立春岡小学校 | 名古屋市立若水中学校 | 尾張学区 |
| 青柳町6丁目 | 全域       | 名古屋市立春岡小学校 | 名古屋市立若水中学校 | 尾張学区 |
| 青柳町7丁目 | 全域       | 名古屋市立千種小学校 | 名古屋市立今池中学校 | 尾張学区 |

## 交通

### 道路
- 国道153号[2]

## 施設
- 浄土宗西山派法応寺[4]
- 岡崎信用金庫安田通支店[2]

1968年（昭和43年）8月28日に春岡通において開設され、1971年（昭和46年）11月22日青柳町に新築移転している。
- 西川コミュニケーションズ
- らくだ書店本店

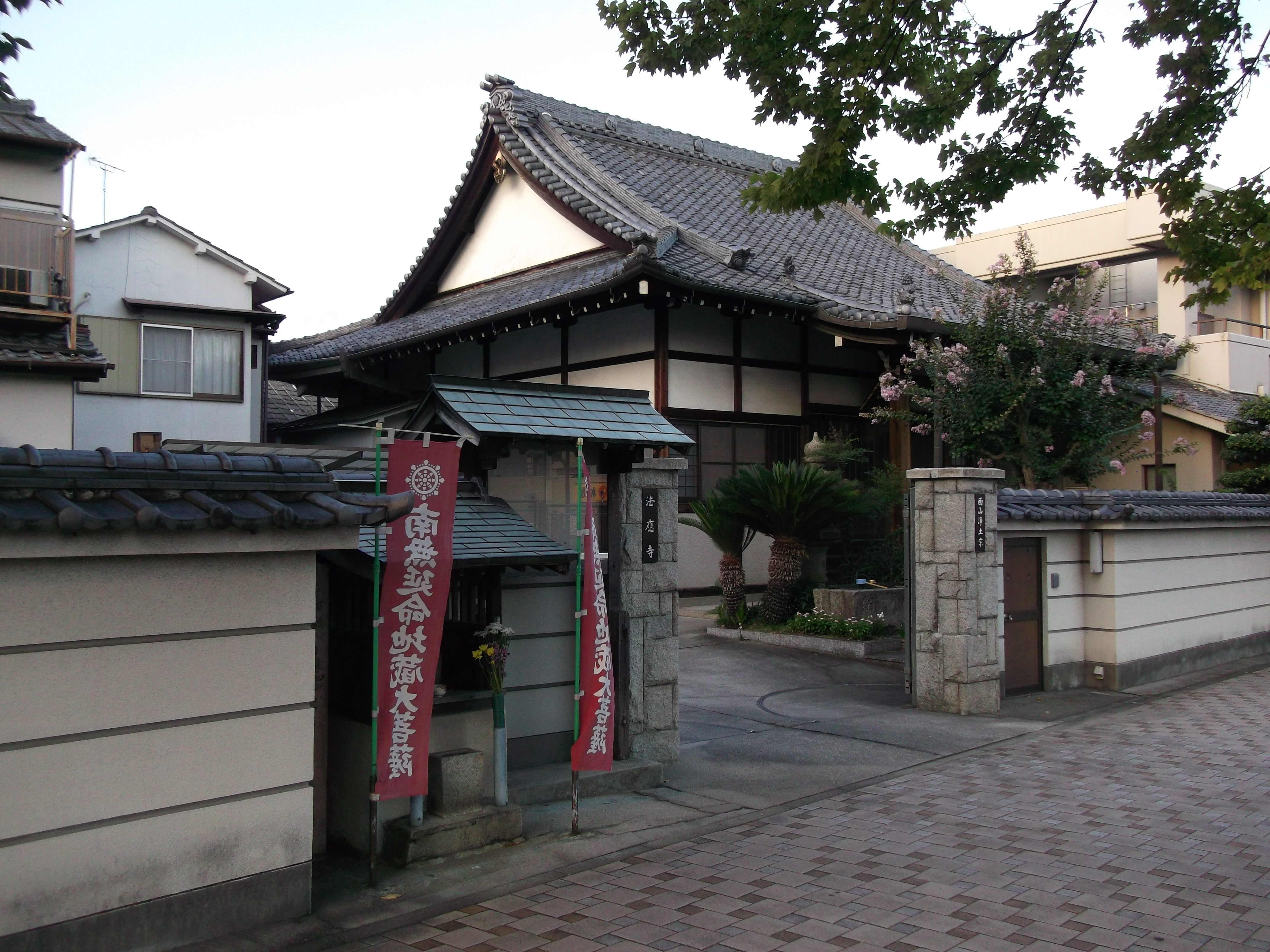
法応寺（2014年9月）
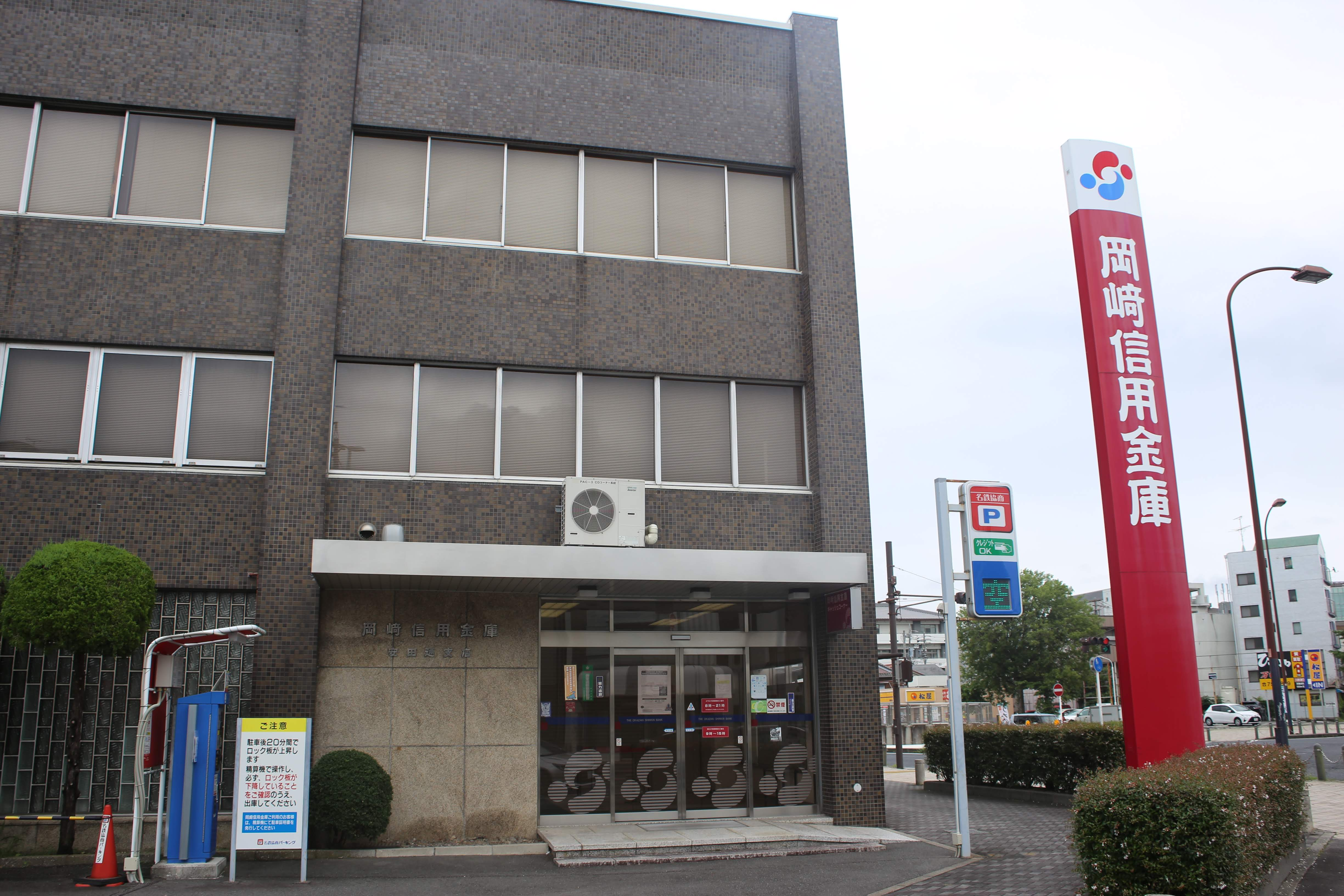
岡崎信用金庫安田通支店（2019年7月）

## その他

### 日本郵便
- 郵便番号 : 464-0852[WEB 3]（集配局：千種郵便局[WEB 14]）。

### WEB
1. 1 2  “愛知県名古屋市千種区の町丁・字一覧”.   人口統計ラボ. 2017年10月7日閲覧。
2. 1 2  “町・丁目(大字)別、年齢(10歳階級)別公簿人口(全市・区別)”.   名古屋市 (2019年1月23日). 2025年4月21日閲覧。
3. 1 2  “郵便番号”.  日本郵便. 2019年1月6日閲覧。
4. ↑  “市外局番の一覧”.   総務省. 2019年1月6日閲覧。
5. ↑  “住所コード検索”. 自動車登録関係コード検索システム.  国土交通省. 2018年10月29日閲覧。
6. ↑  名古屋市役所市民経済局地域振興部住民課町名表示係 (2015年10月21日). “千種区の町名一覧”.   名古屋市. 2017年10月7日閲覧。
7. 1 2  名古屋市役所総務局企画部統計課統計係 (2005年7月1日). “（刊行物）名古屋の町(大字)・丁目別人口 (平成12年国勢調査) 千種区” (xls). 2017年10月8日閲覧。
8. 1 2  名古屋市役所総務局企画部統計課統計係 (2007年6月29日). “平成17年国勢調査　名古屋の町(大字)別・年齢別人口 千種区” (xls). 2017年10月8日閲覧。
9. 1 2  名古屋市役所総務局企画部統計課統計係 (2012年6月29日). “平成22年国勢調査　名古屋の町(大字)別・年齢別人口 千種区” (xls). 2017年10月8日閲覧。
10. 1 2  名古屋市役所総務局企画部統計課統計係 (2017年7月7日). “平成27年国勢調査　名古屋の町(大字)別・年齢別人口” (xls). 2017年10月8日閲覧。
11. ↑  総務省統計局 (2014年3月28日). “平成7年国勢調査の調査結果(e-Stat) - 男女別人口及び世帯数 －町丁・字等” (CSV). 2021年7月20日閲覧。
12. ↑  “市立小・中学校の通学区域一覧”.   名古屋市 (2018年11月10日). 2019年1月14日閲覧。
13. ↑  “平成29年度以降の愛知県公立高等学校（全日制課程）入学者選抜における通学区域並びに群及びグループ分け案について”.   愛知県教育委員会 (2015年2月16日). 2019年1月14日閲覧。
14. ↑  郵便番号簿 平成29年度版 - 日本郵便. 2019年01月06日閲覧 (PDF)

### 文献
1. 1 2 3  名古屋市計画局 1992, p. 726.
2. 1 2 3 4  「角川日本地名大辞典」編纂委員会 1989, p. 1463.
3. 1 2 3  名古屋市計画局 1992, p. 94.
4. 1 2  「角川日本地名大辞典」編纂委員会 1989, p. 71.
5. ↑  名古屋市計画局 1992, p. 725.
6. 1 2  名古屋市総務局企画室統計課 1957, p. 73.
7. 1 2  名古屋市総務局企画部統計課 1967, p. 67.
8. 1 2  名古屋市総務局統計課 1977, p. 40.
9. 1 2  名古屋市総務局統計課 1986, p. 7・8.
10. ↑  名古屋市総務局企画部統計課 1991, p. 4.
11. ↑  名古屋市総務局企画部統計課 1996, p. 7.
12. ↑  岡崎信用金庫五十年史編纂委員会 1976, p. 582.

### 統計資料
- 名古屋市総務局企画室統計課 編『昭和31年版 名古屋市統計年鑑』名古屋市、1957年。全国書誌番号:51004953。
- 名古屋市総務局企画部統計課 編『昭和41年版 名古屋市統計年鑑』名古屋市、1967年。全国書誌番号:51004953。
- 名古屋市総務局統計課 編『昭和51年版 名古屋市統計年鑑』名古屋市、1977年。全国書誌番号:77007026。
- 名古屋市総務局統計課 編『昭和60年国勢調査 名古屋の町・丁目別人口（昭和60年10月1日現在）』名古屋市役所、1986年。
- 名古屋市総務局企画部統計課 編『平成2年国勢調査 名古屋の町（大字）別・年齢別人口（平成2年10月1日現在）』名古屋市役所、1994年。全国書誌番号:94045412。
- 名古屋市総務局企画部統計課 編『平成7年国勢調査 名古屋の町（大字）・丁目別人口（平成7年10月1日現在）』名古屋市役所、1996年。全国書誌番号:96059807。